# Электрокинетические явления

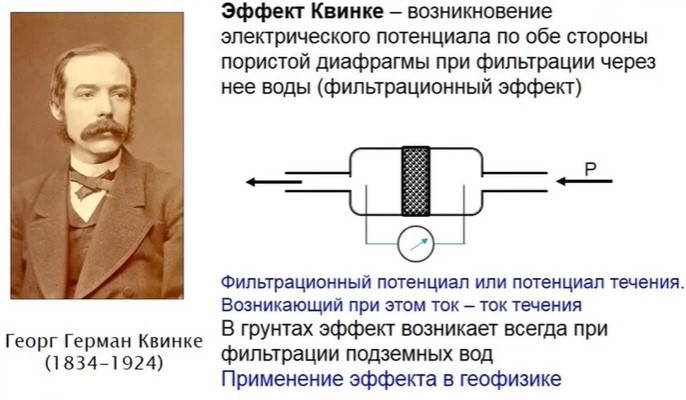
Возникновение электричества при фильтрации воды, используется при методе естественного электрического поля. Эффект Квинке — эффект, обратный электроосмосу

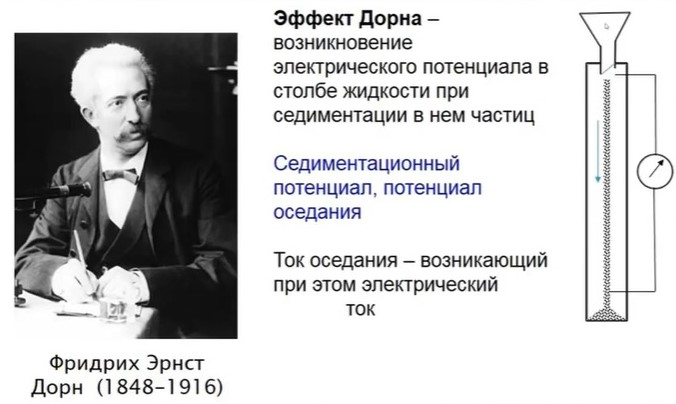
Эффект, обратный электрофорезу (эффект Дорна: электрический ток возникает в результате движения твёрдых частиц)

Электрокинетические явления (от электро- и др.-греч. κίνησις — «движение») — физические явления переноса (движения) дисперсной фазы либо дисперсионной среды коллоидной системы относительно друг друга, которые происходят под действием приложенного электрического поля. Классические электрокинетические явления обусловлены наличием двойного электрического слоя на границе раздела фаз дисперсных систем. К ним относятся:
- электрофорез;
- электроосмос;
- потенциал протекания (эффект Квинке);
- потенциал седиментации (эффект Дорна).

Существуют также нелинейные электрокинетические явления, связанные не с двойным электрическим слоем, а с формированием индуцированного заряда за его пределами при поляризации электропроводящих частиц. К ним относятся:
- электрофорез второго рода;
- электроосмос второго рода.

## История открытия
Впервые электрокинетические явления — электрофорез и электроосмос, а также связанные с ними наличие зарядов у коллоидов, были описаны профессором московского университета Фридрихом Рейссом в 1807 году, однако публикация об этих открытиях была написана только в 1809 году. Изучение этих явлений стало во второй половине XIX века содержанием одного из важнейших разделов коллоидной химии.
Электрокинетические явления второго рода были теоретически предсказаны С. С. Духиным и Н. А. Мищук в 1988 г. Проведённые экспериментальные исследования этих явлений показали, что они могут в десятки раз превышать скорости классических электроосмоса и электрофореза.